# Mike Zambidis
"Iron" Mike Zambidis, född 15 juli 1980 i Aten, Grekland, är en grekisk kickboxare och är världsmästare i superweltervikt för organisationen WKBF.
Mike Zambidis tävlar även i den japanska organisationen K-1 MAX, han har vunnit K-1 MAX Oceania turneringen 2002.